# خورخیاری
خورخیاری، روستایی در دهستان تخت بخش تخت شهرستان بندرعباس در استان هرمزگان ایران است.

## جمعیت
بر پایه سرشماری عمومی نفوس و مسکن در سال ۱۳۹۵، جمعیت این روستا برابر با ۳۵ نفر (۱۱ خانوار) بوده‌است.